# Gran Mesquita Al-Fateh
La Mesquita Al-Fateh (àrab: مسجد الفاتح, Masjid al-Fātiḥ), també coneguda com a Centre Islàmic Al-Fateh i com a Gran Mesquita Al Fateh, és una de les mesquites més grans del món. Ocupa una superfície de 6.500 metres quadrats i compta amb una capacitat per a més de 7.000 fidels. La mesquita va ser construïda pel difunt xeic Isa ibn Salman Al Khalifa el 1987 i nomenada en honor d'Ahmed Al Fateh, conqueridor de Bahrain. El 2006 es va convertir en la seu de la Biblioteca Nacional de Bahrain.

## Estructura
La mesquita és el lloc de culte més gran de Bahrain. Està situada prop de l'autopista Rei Faisal a Juffair, una localitat situada a la capital, Al-Manama. La gran cúpula de la mesquita està construïda íntegrament de fibra de vidre. Pesa més de 60 tones i és la cúpula de fibra de vidre més gran del món. El marbre usat en els terres és italià, i el llum d'aranya és d'Àustria. Les portes estan fetes de fusta de tec de l'Índia. Per tota la mesquita hi ha escrits cal·ligràfics en un estil molt antic nomenat cúfic. En l'època del naixement de l'islam, aquesta escriptura ja s'emprava en diversos indrets de la península Aràbiga. Les primeres còpies de l'Alcorà s'elaboraren emprant aquesta cal·ligrafia. El seu caràcter decoratiu va portar a que fos emprada com un element decoratiu en diversos edificis públics i domèstics, emprant una tècnica anomenada banna'i.

## Biblioteca
La biblioteca del Centre Islàmic Ahmed Al-Fateh compta amb uns 7.000 llibres, alguns amb més de 100 anys d'antiguitat. Entre aquests, destaquen diverses col·lecciones d'hadits, l'Enciclopèdia Àrab Global, l'Enciclopèdia de Jurisprudència Islàmica. Compta també amb un important fons de revistes i diaris, entre els quals destaquen exemplars del periòdic Al-Azhar impresos fa més de cent anys.

## Turisme
A part de ser un lloc de culte, la mesquita és una de les atraccions turístiques més importants de Bahrain. Està oberta de les 9:00 a les 17:00 i es realitzen visites en diversos idiomes, com anglès, francès i rus. La mesquita està tancada a visitants i turistes tots els divendres i altres festivitats.

## Galeria d'imatges

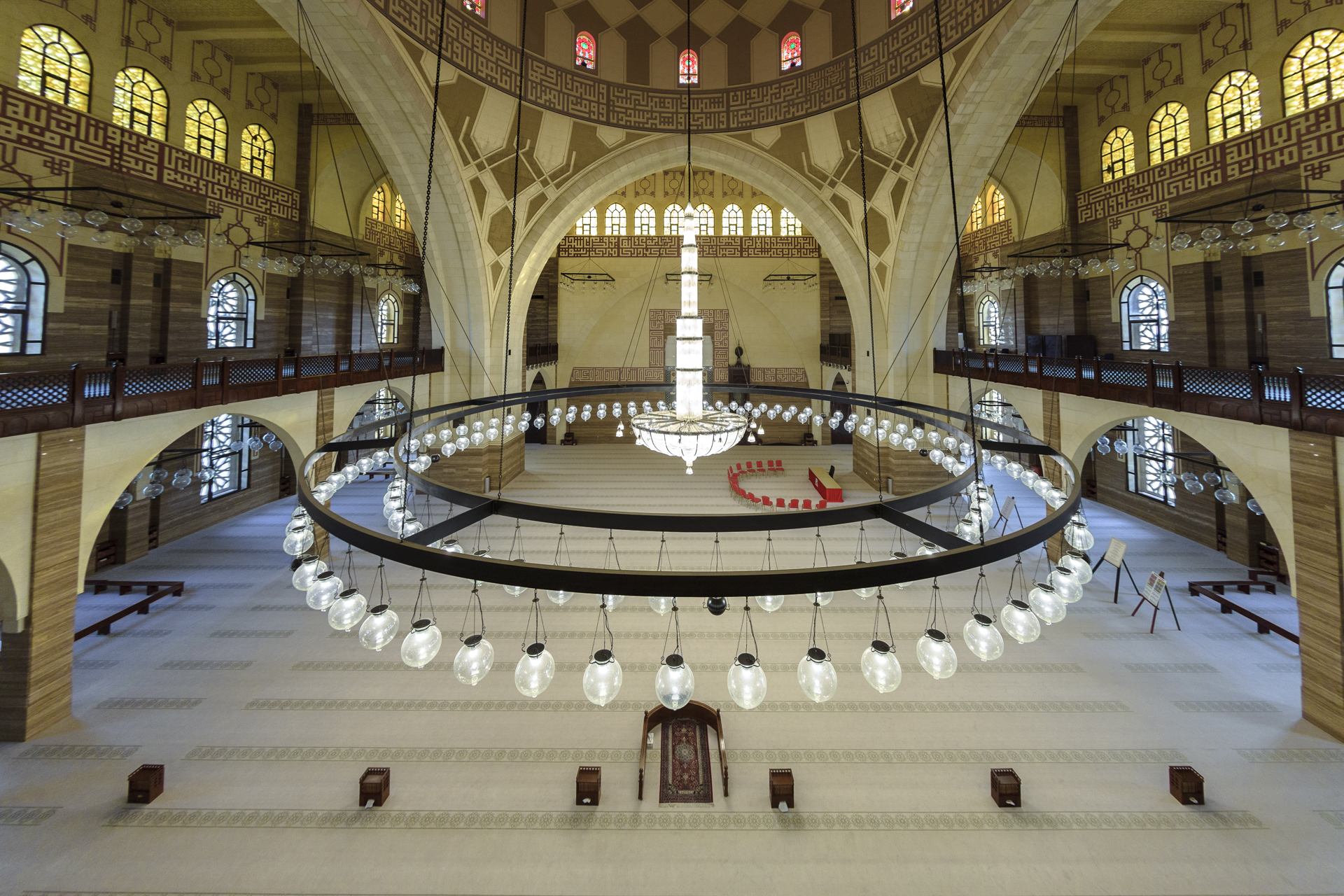
Sala d'oració
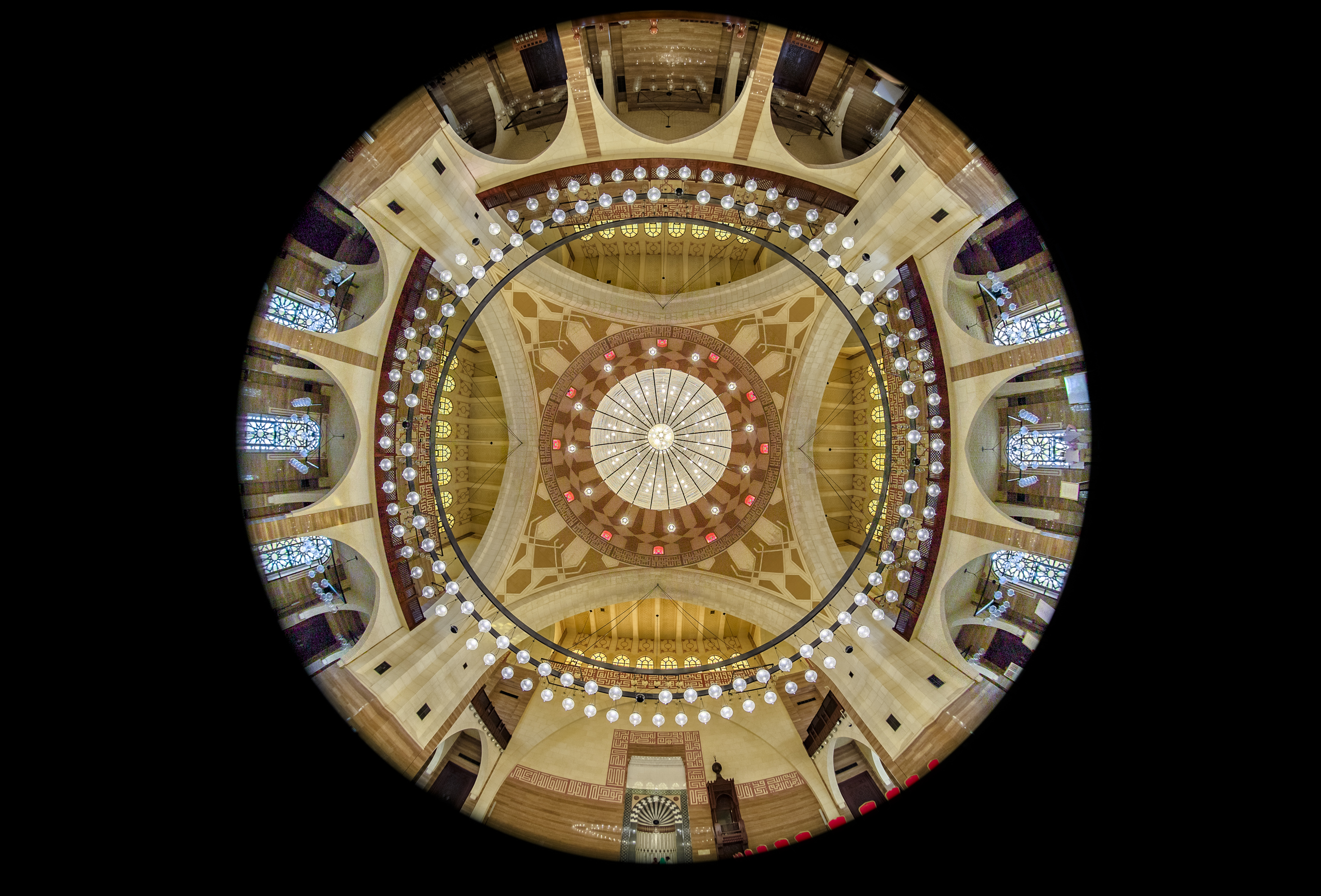
Sala d'oració
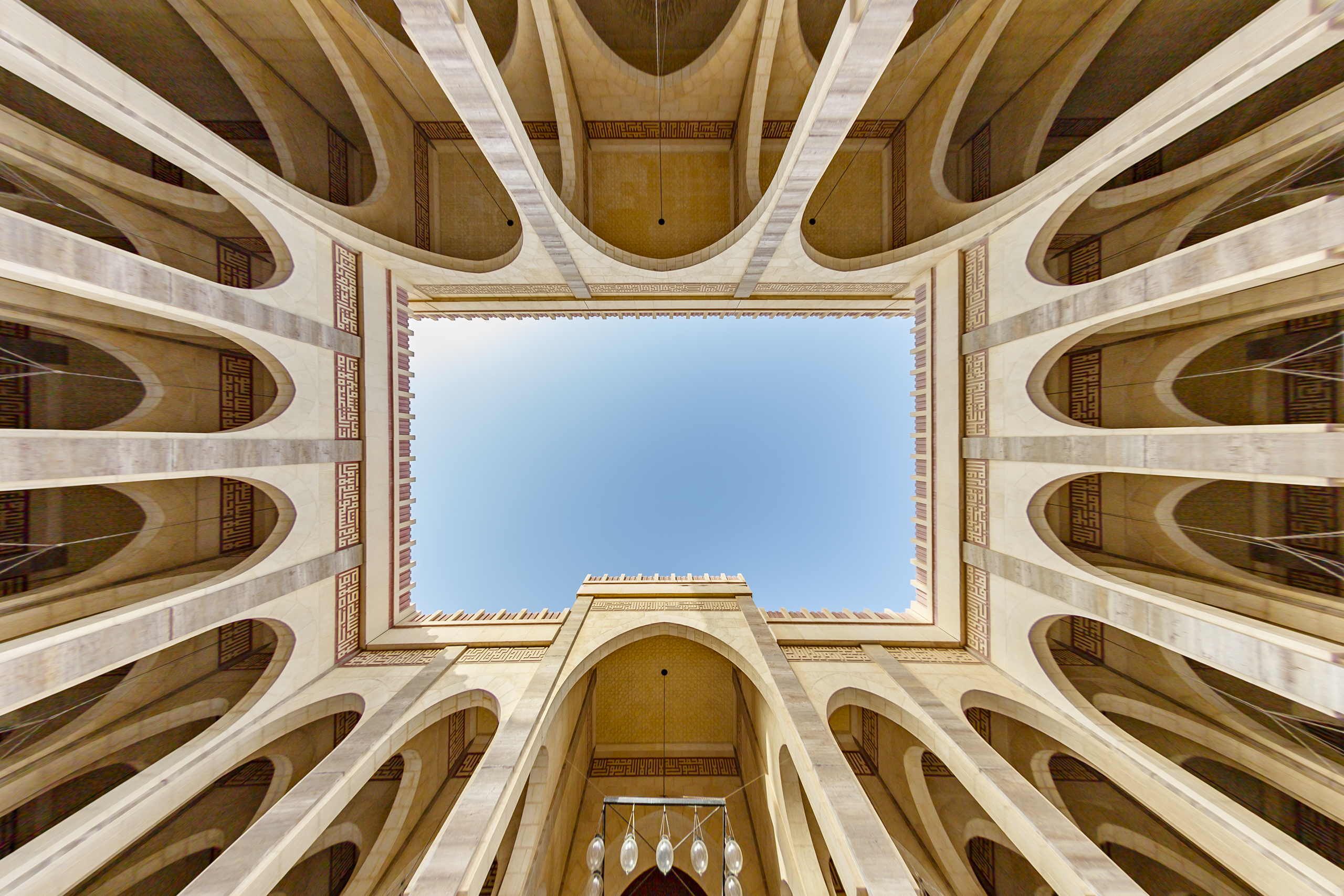
Àrea oberta de la mesquita
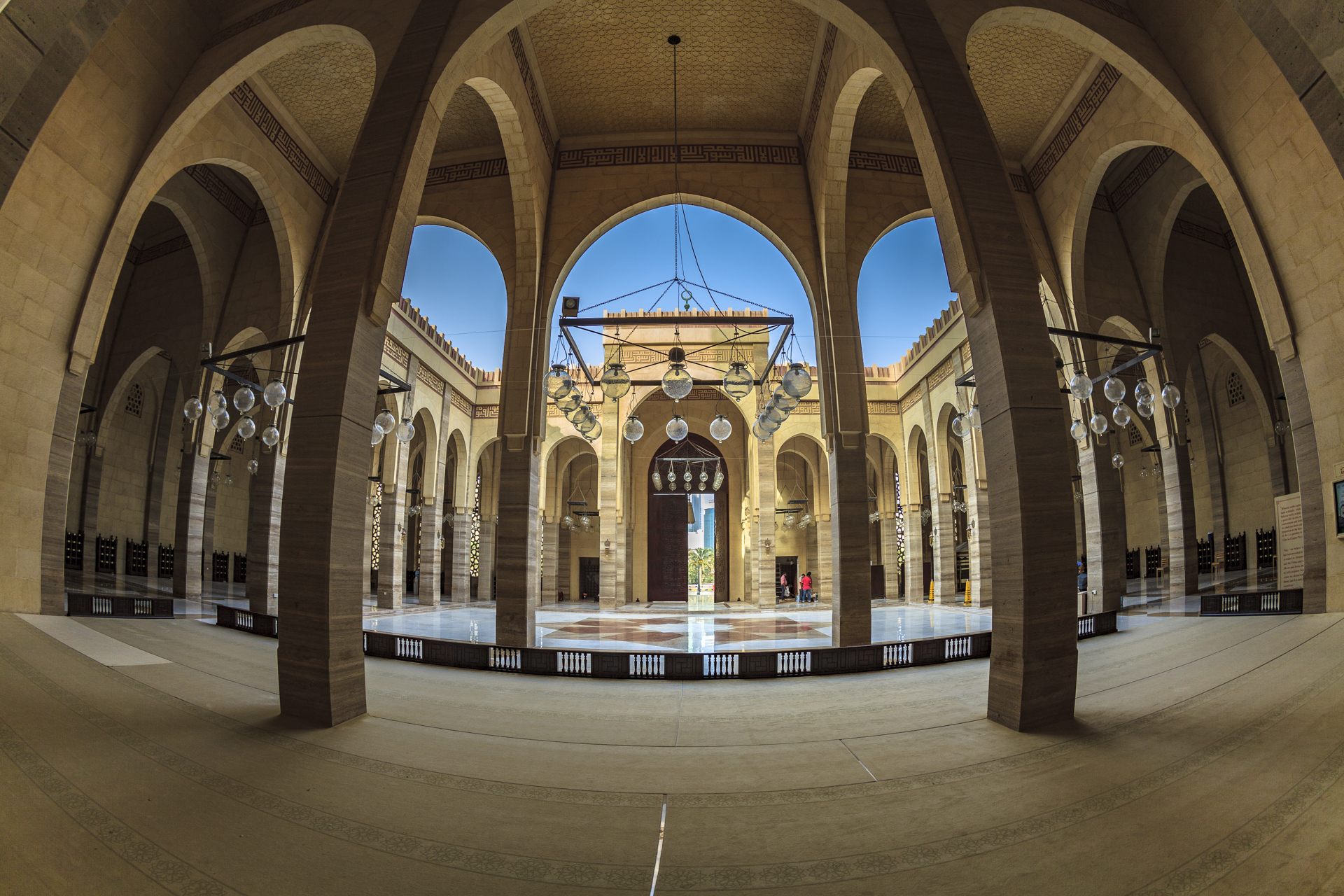
Porta principal de la mesquita
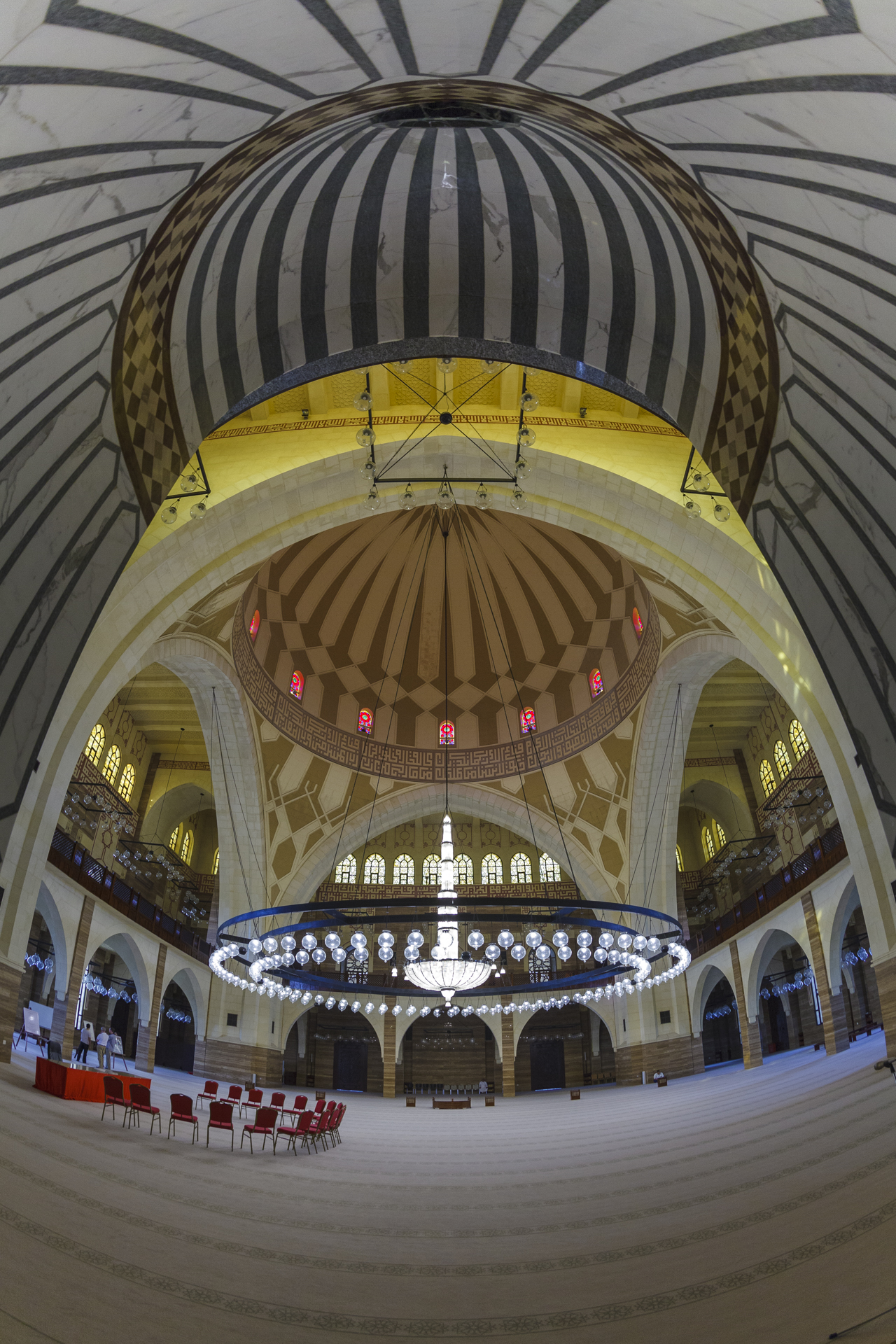
Perspectiva de la sala d'oració
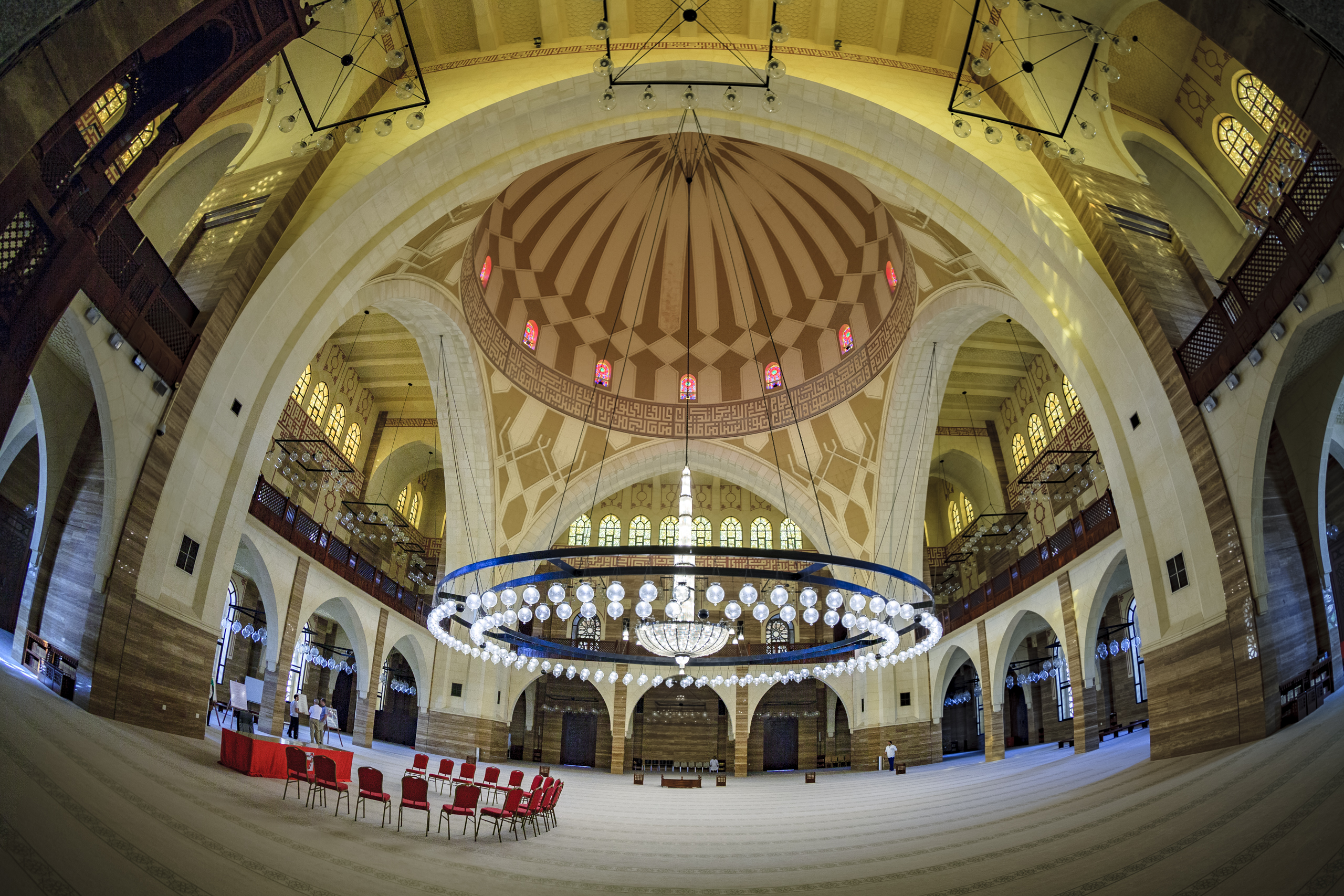
Vista general de la sala d'oració